# Kloster Dajla
Das Kloster Dajla (kroatisch Samostan Dajla) ist ein ehemaliges Kloster nahe Novigrad (Istrien) in Kroatien. Im Jahr 2011 kam es zu einem heftigen Streit zwischen dem Vatikan und der Regierung Kroatiens sowie innerhalb der katholischen Kirche in Kroatien darüber, wer rechtmäßiger Besitzer des Klosters sei.

## Geschichte

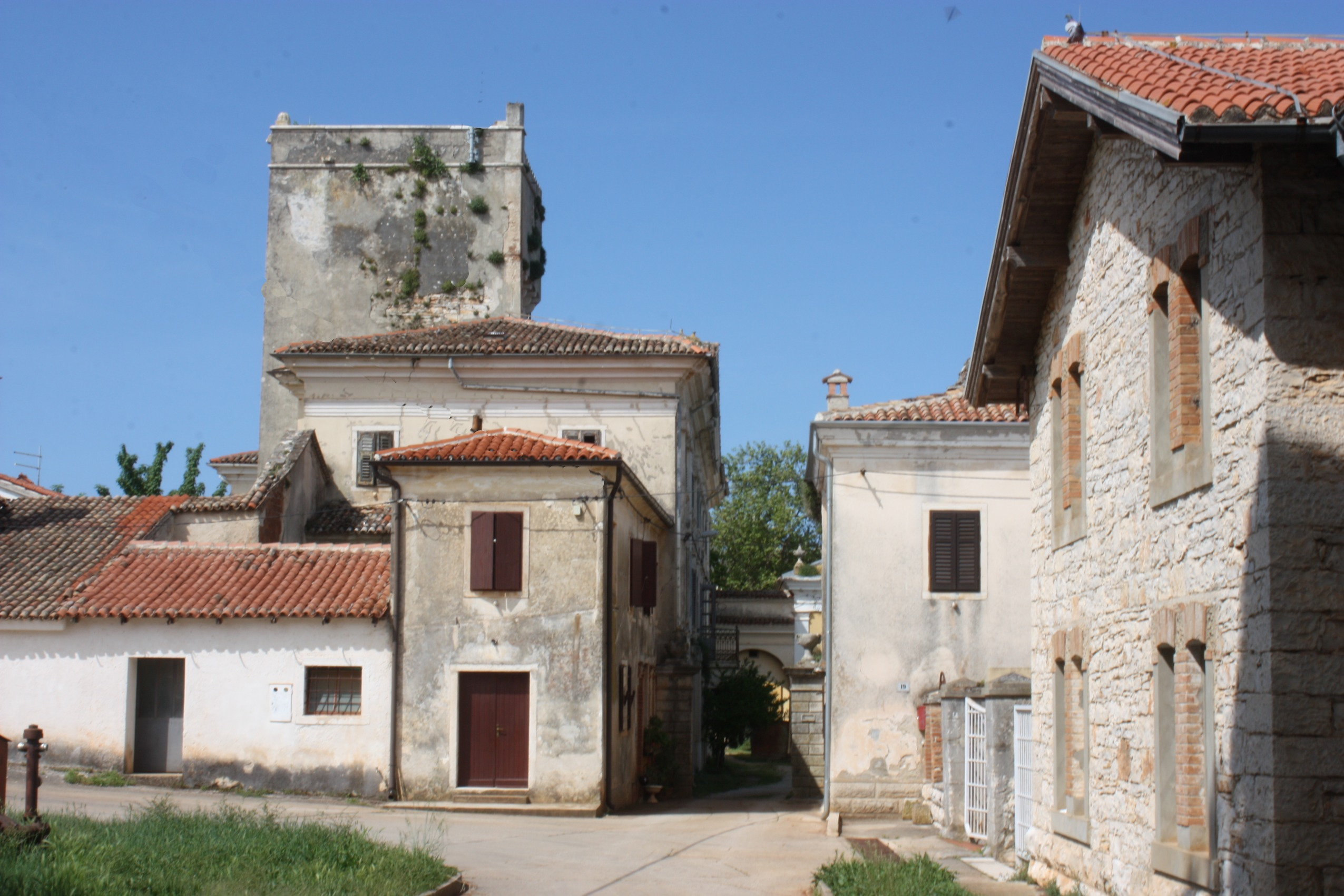
Teilansicht

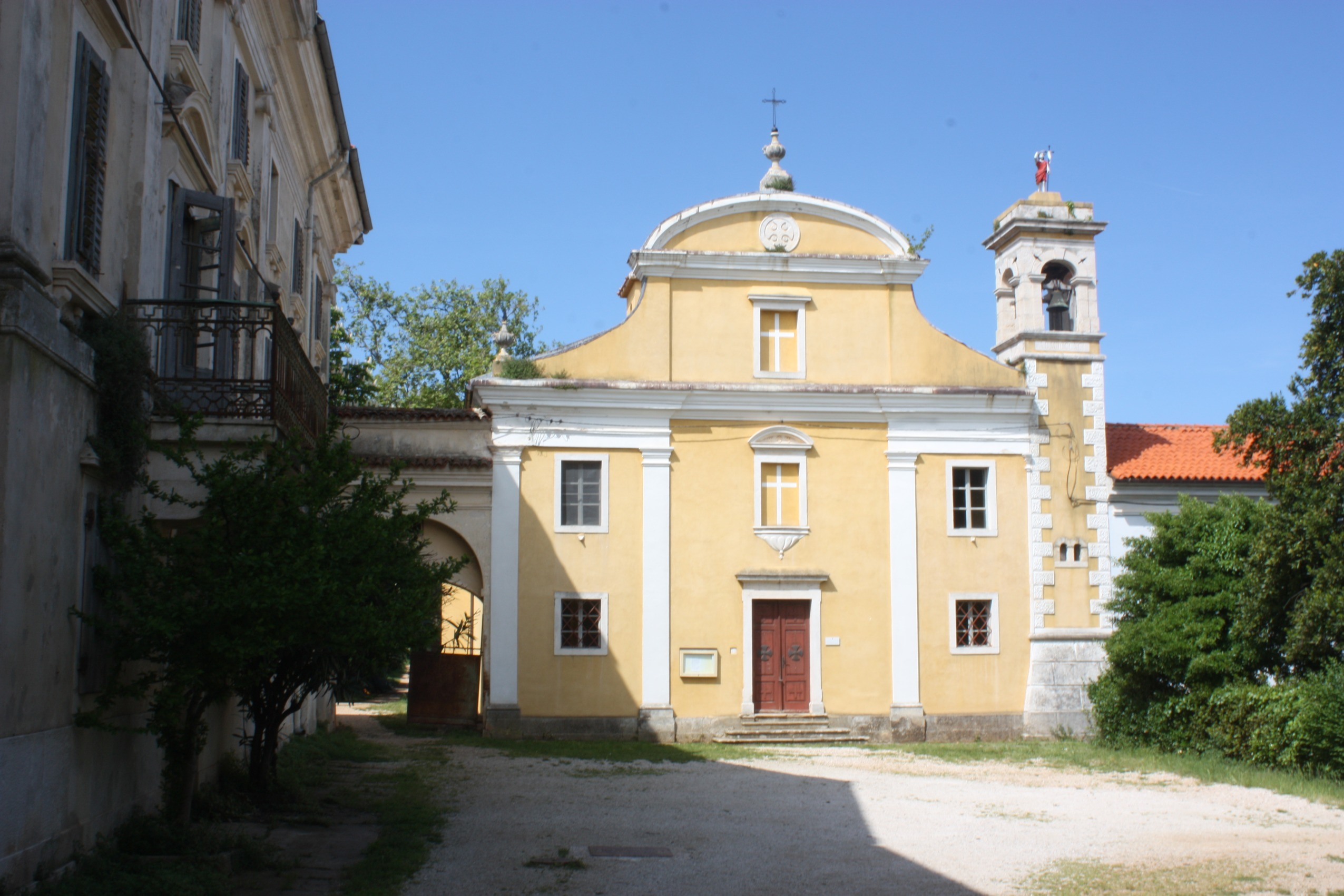
Die Kirche

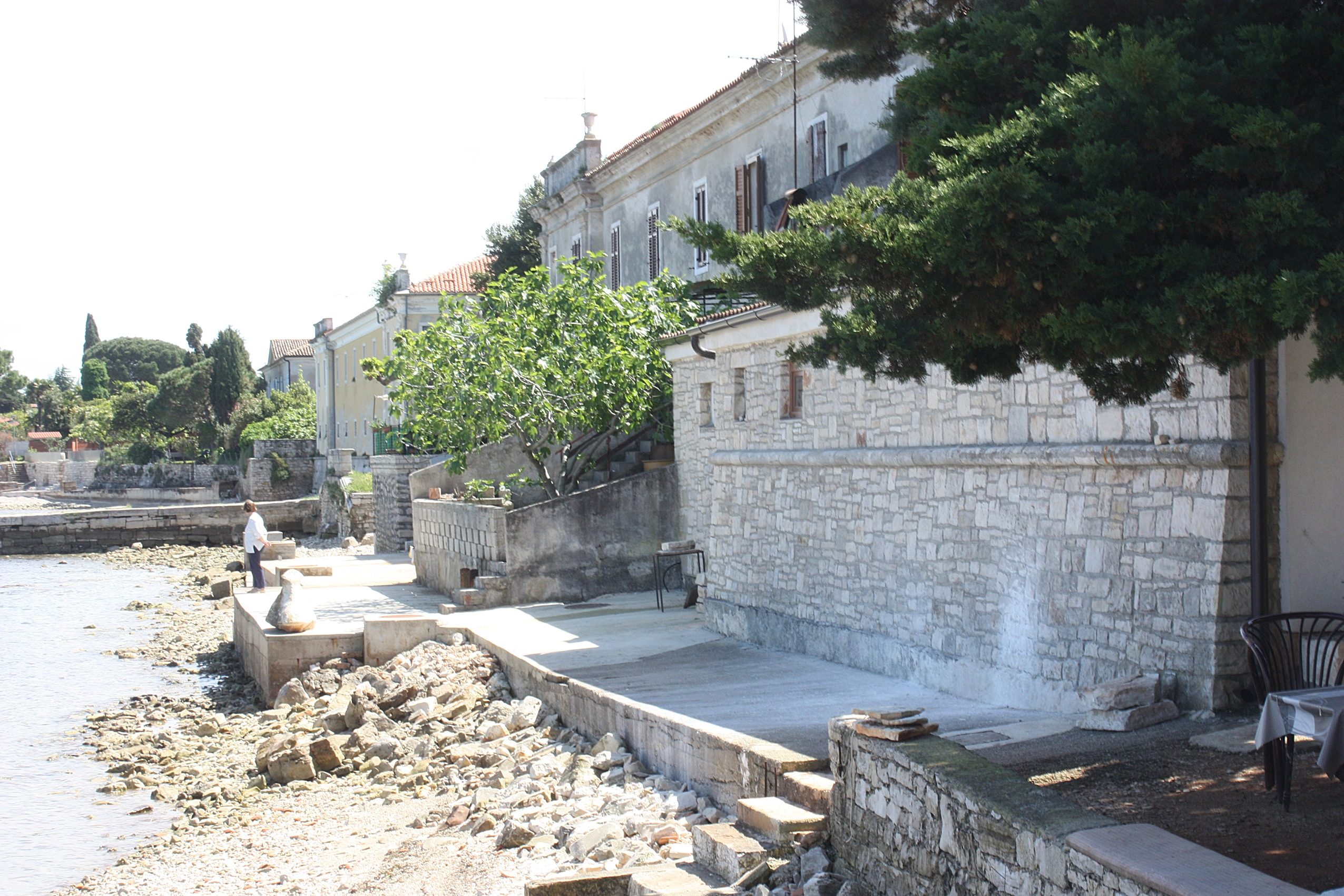
Die Seeseite des Klosters

Das Kloster soll im 5. und 6. Jahrhundert von griechischen Mönchen erbaut und im 9. Jahrhundert von den Benediktinern übernommen worden sein. Im 13. Jahrhundert gaben die Mönche das Kloster auf, das dann in den Besitz italienischer Privatleute kam, die es im Laufe der Jahrhunderte mehrfach umbauten (zuletzt im Stil des französischen Historismus) und als Landvilla nutzten. 1835 erhielt die Benediktinerabtei Praglia das Gebäude unter der Bedingung, sich um die Erziehung der örtlichen Bevölkerung zu kümmern. Ab 1860 wurde es wieder als Kloster genutzt, bis es 1948 enteignet wurde. Danach wurde es bis 1989 als Altenheim und Armenhaus genutzt und stand danach leer. In den 1990er Jahren hob die kroatische Regierung die Verstaatlichung auf und sprach das Kloster dem Bistum Poreč-Pula zu, auf dessen Gebiet das inzwischen stark baufällige Gebäude liegt.

## Eigentumsstreit 2011
2011 forderten die italienischen Benediktiner das Kloster zurück und wurden hierbei von Papst Benedikt XVI. unterstützt. Da das Bistum einen Teil des zum Kloster gehörenden Grundstückes bereits verkauft hatte, um dringende finanzielle Probleme zu lösen, ordnete der Papst neben der Rückgabe des noch im Besitz des Bistums befindlichen Restgrundstückes und des Gebäudes auch eine finanzielle Entschädigung an, die das Bistum an die Benediktiner leisten müsse, und entsandte im Juli 2011 Kurienerzbischof Santos Abril y Castelló nach Poreč, um die Übergabe durchzusetzen.
Der Bischof des Bistums Poreč-Pula, Ivan Milovan, machte den Streit öffentlich und bat um Unterstützung aus der Politik, die er sowohl von Ministerpräsidentin Jadranka Kosor als auch vom Staatspräsidenten Ivo Josipović erhielt. Die kroatische Regierung stand auf dem Standpunkt, dass aufgrund des von Jugoslawien und Italien unterzeichneten Vertrag von Osimo der italienische Staat die italienischen Benediktiner für die Enteignung entschädigen muss. Sie machte die Rückgabe des Klosters an die Kirche rückgängig. Die kroatische Bischofskonferenz hingegen stellte sich in dem Streit auf die Seite des Vatikans. Die Streitigkeiten führten zu einer Eintrübung der bislang als sehr freundschaftlich geltenden Beziehungen zwischen Kroatien und dem Vatikan.
Am 2. September 2011 reichte der Vatikan Klage beim kroatischen Verwaltungsgericht gegen den Staat Kroatien ein.
Mitte Oktober 2011 stellte Papst Benedikt XVI. Bischof Ivan Milovan mit Dražen Kutleša einen Koadjutor zur Seite, was als teilweise Entmachtung des Bischofs bewertet wurde. Im Juni 2012 erklärte Bischof Milovan seinen Rücktritt, nachdem er offenbar von Kardinalstaatssekretär Tarcisio Bertone hierzu aufgefordert worden war. Kutleša trat Milovans Nachfolge als Bischof von Poreč-Pula an. Im April 2013 entschied das Oberste Kroatische Verwaltungsgericht, dass die „Quasi-Enteignung durch [den] Staat“ unrechtmäßig und das Grundstück an die Diözese Poreč-Pula und die Pfarre Dajla zurückzugeben seien.
2015 bestätigte das Landgericht Pula die Entscheidung der Vorinstanz (Gemeindegericht Buje) und wies die Klage der italienischen Benediktinerabtei Praglia gegen die Diözese Poreč-Pula auf Zahlung einer Entschädigung ab.